# Fort Belvoir
Fort Belvoir es un lugar designado por el censo en el condado de Fairfax, Virginia (Estados Unidos). Según el censo de 2010 tenía una población de 6.160 habitantes. En la localidad se encuentra una importante instalación militar y es sede de un número importante de organizaciones de las Fuerzas Armadas de los Estados Unidos
Se construyó en la zona donde se encontraba la antigua plantación de Belvoir, sede de la prominente familia Fairfax, que dio nombre al condado de Fairfax. Desde 1917 hasta 1935 se conocía como Camp A. A. Humphreys  y, posteriormente, Fort Belvoir. 
Fort Belvoir es sede de un número importante de organizaciones de las Fuerzas Armadas de los Estados Unidos. Con casi el doble de trabajadores que El Pentágono, Fort Belvoir es la mayor fuente de empleo del condado de Fairfax. Fort Belvoir comprende tres áreas geográficamente diferenciadas: la base principal, el aeródromo Davison del Ejército y Fort Belvoir North.

## Localidades adyacentes
El siguiente diagrama muestra a las localidades más próximas a Fort Belvoir.